# Флиппин (Арканзас)
Флиппин (англ. Flippin) — город, расположенный в округе Марион (штат Арканзас, США) с населением в 1357 человек по статистическим данным переписи 2000 года.

## География
По данным Бюро переписи населения США Флиппин имеет общую площадь в 4,7 квадратных километров, водных ресурсов в черте города не имеется.

## Демография
По данным переписи населения 2000 года в Флиппине проживало 1357 человек, 357 семей, насчитывалось 583 домашних хозяйств и 644 жилых дома. Средняя плотность населения составляла около человек на один квадратный километр. Расовый состав Флиппина по данным переписи распределился следующим образом: 95,87 % белых, 0,44 % — чёрных или афроамериканцев, 1,11 % — коренных американцев, 0,29 % — азиатов, 2,21 % — представителей смешанных рас, 0,07 % — других народностей. Испаноговорящие составили 0,81 % от всех жителей города.
Из 583 домашних хозяйств в 29,2 % — воспитывали детей в возрасте до 18 лет, 44,3 % представляли собой совместно проживающие супружеские пары, в 14,2 % семей женщины проживали без мужей, 38,6 % не имели семей. 33,4 % от общего числа семей на момент переписи жили самостоятельно, при этом 16,1 % составили одинокие пожилые люди в возрасте 65 лет и старше. Средний размер домашнего хозяйства составил 2,33 человек, а средний размер семьи — 2,99 человек.
Население города по возрастному диапазону по данным переписи 2000 года распределилось следующим образом: 27,9 % — жители младше 18 лет, 8,7 % — между 18 и 24 годами, 27,6 % — от 25 до 44 лет, 20,0 % — от 45 до 64 лет и 15,8 % — в возрасте 65 лет и старше. Средний возраст жителей составил 35 лет. На каждые 100 женщин в Флиппине приходилось 85,4 мужчин, при этом на каждые сто женщин 18 лет и старше приходилось 74,5 мужчин также старше 18 лет.